# اردوگاه کار اجباری وایوارا
اردوگاه کار اجباری وایوارا بزرگترین اردوگاه از میان ۲۲ اردوگاه کار اجباری آلمان نازی در استونی در جریان جنگ جهانی دوم بود. بیش از ۲۰٬۰۰۰ زندانی یهودی در این اردوگاه نگاه داشته می‌شدند، که بیشتر آن‌ها از گتوهای ویلنا و کونو بودند، اما دیگرانی نیز از لتونی، لهستان، مجارستان، و گتو ترزینشتات در میانشان حضور داشتند. وایوارا از آخرین اردوگاه‌هایی بود که تشکیل یافت و دوره فعالیتش میان اوت ۱۹۴۳ تا فوریه ۱۹۴۴ بود.

## تاریخچه
در ۲۱ ژوئن ۱۹۴۳، هاینریش هیملر دستور برچیدن گتوهای باقی مانده در کشورهای حوزه بالتیک را صادر کرد. متعاقباً، مقامات آلمان به منظور برنامه‌ریزی برای ایجاد اردوگاه‌های کار اجباری برای عملیات استخراج سنگ نفت، تحت نظارت فرمانده پلیس امنیت و اس دی در روال (Reval نام آلمانی پایتخت استونی، تالین، بود) دیدار کردند. از اوت ۱۹۴۳، تعدادی اردوگاه کار اجباری در سراسر استونی توسط سازمان توت تأسیس شدند. مرکز اداری مجموعه اردوگاه با مسئولیت هانس آومایر، فرمانده سابق در آشویتس، در واویارا واقع شد. ریاست ستاد اداری را اتو برنیس بر عهده داشت. در مجموع فقط ۱۵ آلمانی در این اردوگاه خدمت می‌کردند، و بیشتر نگهبانان توسط نیروهای کمکی گردانهای امنیتی ۲۸۷ و ۲۹۰ (موسوم به Schutzmannschaftsbataillone) از استونی و روسیه استونیایی و روسی تأمین می‌شدند.
این اردوگاه در اوایل اوت ۱۹۴۳ در نزدیکی ایستگاه قطار وایوارا گشایش یافت. از اردوگاه به عنوان اردوگاه مادر برای ۲۰ اردوگاه زیرمجموعه‌اش واقع در سراسر استونی بهره گرفته می‌شد؛ برخی از آنها برای مدت کوتاهی فعالیت داشتند و از همه آنها به عنوان «مجموعه اردوگاه وایوارا» نام برده می‌شد. در ابتدا اردوگاه توسط سازمان توت اداره می‌شد، اما پس از چند هفته کورت پانیکه اداره‌اش را بر عهده گرفت. هنگامی که پانیکه در اواخر ماه سپتامبر ادارهٔ اردوگاه زیرمجموعه ای ناروا (Narva) را به دست گرفت، هلموت اشنابل به فرماندهی اردوگاه وایوارا رسید. در پاییز ۱۹۴۴، برخی از زندانیان از طریق دریا به اردوگاه مرگ اشتوتهوف منتقل شدند. آنها از آنجا به اردوگاه‌های زیربخش ناتزوایلر-استروتهوف فرستاده شدند.